# 于仲嘉
于仲嘉（1929年—2020年4月27日），男，山东文登人，中国骨科专家，中国显微外科的开拓者，上海市第六人民医院骨科名誉主任，终身教授。